# Wiązar wieszarowy
Wiązar wieszarowy – wiązar dachowy, rozwiązanie najczęściej jednowieszakowe lub dwuwieszakowe. W rozwiązaniach tego typu wieszak (element rozciągany) dźwiga kilka par krokwi za pośrednictwem płatwi. Rozwiązania jednowieszakowe (jak na rysunku) stosuje się do rozpiętości 8 m. Ze względów statycznych przy większych rozpiętościach konieczne jest zastosowanie dodatkowych krzyżulców i większej liczby wieszaków.
W XVIII w. w klasztorze Wiblingen pod Ulm przykryto salę wiązarem wieszarowym o pięciu wieszakach i rozpiętości ok. 25 m, natomiast na początku XIX w. w hali jeździeckiej w Moskwie osiągnięto prawie 45 m przy siedmiu wieszakach. 
| Elementy wiązara: 1. ściąg 2. zastrzał 3. wieszak 4. płatew kalenicowa 5. płatew stropowa 6. krokiew 7. miecz |